# Giporlos
Giporlos is een gemeente in de Filipijnse provincie Eastern Samar op het eiland Samar. Bij de laatste census in 2007 had de gemeente ruim 11 duizend inwoners.

## Geografie

### Bestuurlijke indeling
Giporlos is onderverdeeld in de volgende 18 barangays:
| - Barangay 1 - Barangay 2 - Barangay 3 - Barangay 4 - Barangay 5 - Barangay 6 - Barangay 7 - Barangay 8 - Biga | - Coticot - Gigoso - Huknan - Parina - Paya - President Roxas - San Isidro - San Miguel - Santa Cruz |

## Demografie
Giporlos had bij de census van 2007 een inwoneraantal van 11.286 mensen. Dit zijn 1.068 mensen (10,5%) meer dan bij de vorige census van 2000. De gemiddelde jaarlijkse groei komt daarmee uit op 1,38%, hetgeen lager is dan het landelijk jaarlijks gemiddelde over deze periode (2,04%). Vergeleken met de census van 1995 is het aantal mensen met 1.236 (12,3%) toegenomen.

De bevolkingsdichtheid van Giporlos was ten tijde van de laatste census, met 11.286 inwoners op 97,51 km², 115,7 mensen per km².